# Nueva Presencia
Nueva Presencia fue un semanario argentino fundado el 9 de julio de 1977, en plena dictadura militar, y editado hasta 1993.
Nacido como suplemento de Di Presse, el último periódico en idish editado en Buenos Aires, derivaría luego en una publicación independiente y con mayor tirada. Se caracterizó por ser, junto con The Buenos Aires Herald y la revista Humor Registrado, uno de los pocos medios impresos que denunciaron la masiva desaparición de personas que estaba teniendo lugar en el país.
A diferencia del Herald, que pese a darle voz a los familiares de desaparecidos defendía la línea económica de la dictadura, Nueva Presencia (además de estar escrito en castellano) mantenía una línea editorial progresista, fuertemente crítica del plan económico de Martínez de Hoz y con recurrentes notas sobra la situación del resto de los países del tercer mundo, desde la dictadura de Augusto Pinochet en Chile y el apartheid en Sudáfrica.
La redacción de la revista sufrió atentados y persecuciones, pero a la vez obtuvo también un éxito rápido e inesperado, tanto dentro como fuera del país, que hizo imposible para los militares clausurar el diario sin sufrir un nuevo escándalo internacional.

## Fundación como suplemento
Nueva Presencia comenzó a salir cuando se cumplían 161 años de la declaración de la independencia argentina. El suplemento en castellano de Di Presse originalmente buscaba acercar a un público más amplio, dentro de la comunidad judía, el interés del diario por la participación de la colectividad en el campo popular.

Nueva Presencia se propone convertirse en un foro de discusión pública a través de la armonización de dos concepciones (argentinidad y judaísmo) que, unilateralmente, distintas áreas consideran contrapuestos. Esta propuesta periodística tratará de ser profundamente argentina y considerará la problemática nacional –política, económica, social, cultural, científica, deportiva–, todas las veces que sea necesario, en la misma medida que intentará ahondar el análisis de todas las vertientes de la especificidad judía
Editorial del primer número.

Desde su comienzo, la publicación se autosustentó con avisos publicitarios de pequeños comerciantes y con la colaboración ad-honorem de sus redactores durante los primeros meses del semanario. Con el paso del tiempo, el suplemento superaría en tirada a Di Presse aunque la separación sería gradual, hasta llegar a la instancia en que el diario idish terminó siendo el grupo editor de Nueva Presencia.

## Relación con la comunidad judía
La relación con los organismos oficiales de la comunidad (léase AMIA y DAIA) nunca fue buena. Desde su primer número, el diario defendió y fomentó (hasta transformarse en referente) la concepción de que las instituciones de la colectividad debían dar respuestas a los problemas cotidianos de sus miembros más allá de la formalidad religiosa.
De esta manera, Nueva Presencia fomentaba una participación activa de la comunidad en el debate de los temas que la afectaban, fomentando así el diálogo con representantes de la comunidad árabe (produciendo un importante acercamiento y trabajo con el diario Assalam), analizando de forma constructiva pero crítica las decisiones de Israel, abogando por una mayor democracia interna en las instituciones comunitarias, entre otras actitudes muy bien recibidas por la colectividad pero que le ganaron la enemistad inmediata de las instituciones antes citadas.
La relación no solo no mejoraría con el tiempo, sino que la actitud confrontativa del diario con el gobierno militar terminó de incomodar a las instituciones oficiales, que habían adoptado una muy criticada actitud de auto-preservación y negociación pasiva ante las desapariciones de miembros de la comunidad.

## Enfrentamiento con la dictadura

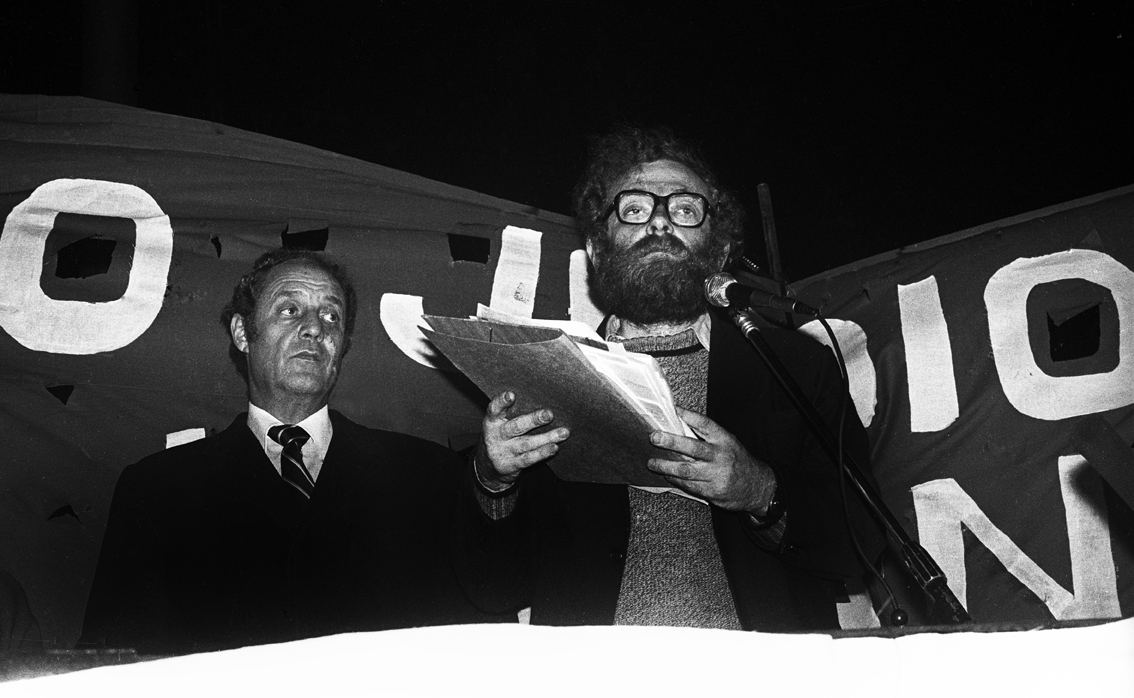
Herman Schiller, director del diario, en un acto del Movimiento judío por los derechos humanos.

Por su ideología, el semanario había incluido desde el comienzo temas relacionados con los derechos humanos y las violaciones a los mismos en los regímenes dictatoriales contemporáneos.
La situación de Jacobo Timerman llevó al diario a investigar lo que estaba sucediendo en el país durante la dictadura setentista. Timerman había sido secuestrado por las fuerzas armadas dos meses antes de la fundación del diario, y la presión internacional por conocer su paradero había dejado en evidencia la existencia en el país de procedimientos irregulares. Los grandes medios de comunicación ocultaron la noticia, y trataron al director de La Opinión de terrorista y apátrida. Nueva Presencia, en cambio, comenzaría a denunciar públicamente lo que realmente estaba ocurriendo.

Timerman era un paradigma y lo ayudé únicamente cuando estuvo preso. Dentro de la comunidad, los otros desaparecidos eran catalogados de terroristas. Él había defendido a Israel en la época de la guerra de Yom Kipur a través de La Opinión, por lo que nadie podía venir a decirme que era un terrorista de izquierda –recuerda su director–. Había desaparecido alguien de la comunidad oficial, de algún modo. Era la chicana mía para hablar de los desaparecidos, sin que me dijeran que era subversivo, que estaba haciendo terrorismo. Hablaba más de Timerman que de los otros porque me servía dentro de la comunidad, sin que me tocaran. Era una realidad: la guerra era despiadada
Herman Schiller.

Un punto de inflexión fue cuando el 1° de julio de 1978, en medio del mundial de fútbol (y con una oficina de prensa instalada en el campo de exterminio de la ESMA dedicada a responder la "campaña antiargentina"), cuando Nueva Presencia sentenció: "ahora, exorcizadas todas 
las ansias contenidas, viene lo más difícil: retornar a los grandes problemas del país, desde los desalojos hasta los desaparecidos", tras lo cual realizaba una sagaz crítica al plan económico de Martínez de Hoz y de la falta de información sobre los desaparecidos.
A partir de allí, los contactos con las organizaciones de derechos humanos sería cada vez mayores. Ese mismo año se publicaría un reportaje a Marshall Meyer, con quien Schiller fundaría meses después el Movimiento Judío por los Derechos Humanos. Pocas semanas después Nueva Presencia se transformaría en el primer medio en mencionar el reclamo de las Madres de Plaza de Mayo.

Fue muy gradual la radicalización del periódico; al principio hablábamos de derechos humanos en general y de Latinoamérica, pero paulatinamente empezamos a hablar de los desaparecidos. La realidad era clara, nuestro objetivo era llenar un vacío del que no se ocupaban los medios, sin ser suicidas íbamos informando de a poco.
Herman Schiller.

Hacia 1979, el semanario colaboraba estrechamente con las Madres, el CELS, el MJDH y el SERPAJ, entre otros. Para ese entonces, la redacción trabajaba 20 horas al día, publicaba notas de referentes como Adolfo Pérez Esquivel, el rabino Meyer, Emilio Mignone, Nora Cortiñas, Hebe de Bonafini y Julio Raffo. Nueva Presencia no solo cubría las rondas y las protestas de las Madres, sino que entrevistó y publicó notas de sobrevivientes de los campos de exterminio refugiados fuera del país. A punto tal de publicar -en plena dictadura- un croquis del campo de concentración "La Perla", uno de los mayores del país, ubicado en la ciudad de Córdoba. El plano había sido recreado en Suiza por la sobreviviente Graciela Geuna, exiliada en ese país.

## Presiones y atentados

### Dentro de la comunidad
Desde sus primeros meses, la DAIA había presionado a Di Presse para que suspendiera el semanario. Ante la negativa a hacerlo, optó por auspiciar un boicot publicitario de los comercios de la colectividad contra la publicación. No logró el efecto de hacer inviable el proyecto, y Nueva Presencia siguió saliendo.
La postura de la mutual se debía a una mezcla de miedo e intereses creados. Querían evitar tanto la discusión de su liderazgo (y de alienación acrítica con Israel) como la confrontación con los militares. El ministro del interior, Albano Harguindeguy, le había exigido al presidente de la DAIA el silenciamiento de las voces "subversivas" dentro de la comunidad como condición para liberar a su propia hija desaparecida. La revista ultraortodoxa "La Voz" afirmó:

Ni siquiera valdría la pena malgastar tinta para ocuparse de una publicación dedicada a denigrar al pueblo judío, con el soez lenguaje antisemita de ayer, de hoy y de siempre –afirmaba La Voz Judía en un editorial–. Si lo hacemos es por la muy especial circunstancia de que esa publicación enemiga destila su ponzoña antijudía bajo la falaz máscara ‘judía’, en una nueva técnica confusionista, que procura lanzar el veneno antijudío desde el interior de nuestro organismo, es decir, atacar la existencia judía desde adentro en el más refinado y peligroso conducto de corrupción quintacolumnista

Un tema más de discordia era el hecho de que Israel estaba gobernada por Menájem Beguín, el primer gobernante de derecha que tuvo el país desde su creación, hecho que era profundamente cuestionado y analizado por Nueva Presencia.

### Por parte de los militares
El diario comenzó a recibir cada vez más amenazas. Durante semanas, Schiller tuvo que dormir en casa de distintos amigos por temor a ser secuestrado por los grupos de tareas.
A lo largo del año 1981 los talleres en donde se imprimía el periódico, en el barrio porteño de Pompeya, sufrieron dos atentados con bombas incendiarias.

## Después del Proceso
Nueva Presencia se opuso a la Guerra de Malvinas y a los distintos intentos por dejar impunes los crímenes de la dictadura, como la Ley de Autoamnistía.
En 1982 publicó una solicitada de exiliados cuestionando los vínculos del Movimiento de Renovación y Cambio con funcionarios militares. Se opuso a la ley de obediencia debida y de punto final.
Herman Schiller se retiró de la dirección en 1987, coincidiendo con el lanzamiento de Página/12. Muchos redactores de Nueva Presencia se sumarían a ese proyecto, que aglutinaba más gente y tenía mayor estabilidad financiera que el ya maltrecho semanario, aquejado por la crisis económica de fines del gobierno de Raúl Alfonsín y del nunca levantado boicot publicitario. Las secretarias de Hebraica le reconocieron a Schiller que la orden de retirar el anuncio había sido dada por la DAIA.
Bajo la dirección del artista plástico Yaco Nowens, Nueva Presencia se seguiría editando hasta 1993, año en que Di Presse quebró definitivamente.

## Homenajes y reconocimientos
El 9 de diciembre del 2008, tras una ley de la legislatura, se realizó un acto frente al local donde se encontraba la vieja redacción, en donde se descubrió una placa recordando la valiente lucha del semanario contra la dictadura. Del acto participaron Osvaldo Bayer, David Viñas, Nora Cortiñas (de Madres de Plaza de Mayo Línea Fundadora), Laura Ginsberg (de Apemia), Oscar Kuperman (de la Coordinadora de Trabajadores Ocupados y Desocupados) y Andrés Cascioli (exdirector de la revista Humor).

Estaba en el exilio en Alemania y fue una gran sorpresa cuando recibí el primer número de Nueva Presencia. Si se podían publicar estas cosas, y estaba la valentía que tuvo Schiller con sus colaboradores, se abría el camino hacia la democracia
Osvaldo Bayer durante la ceremonia.

En el 2011, al cumplirse el 75° aniversario de la DAIA, la institución editó una cronología histórica sobre la comunidad judía en donde no se menciona ni una sola vez al semanario. Por el contrario, en la época correspondiente figura solo una solicitada instando a no acudir a un acto del Movimiento Judío por los Derechos Humanos. Nueva Presencia tampoco figura en el archivo de la DAIA.
La historia de la publicación sí ocupa un lugar central en el libro Los judíos y la dictadura del escritor Hernán Dobry presentado a mediados del 2013.